# Stentjärnen (Svegs socken, Härjedalen, 688670-142417)
Stentjärnen är en sjö i Härjedalens kommun i Härjedalen och ingår i Ljusnans huvudavrinningsområde.